# Peronosporales
Peronosporales је ред хетероконтних протиста из групе водених буђи (Peronosporomycetes). Припадници фамилија Albuginaceae и Peronosporaceae су облигатни паразити, чији се читав животни циклус обавља на живом домаћину. Карактеристични домаћини су скривеносеменице.